# (10564) 1993 XQ2
1993 أكس كيو 2 (ويعرف أيضًا باسم (10564) 1993 أكس كيو 2 وفق تسمية الكوكب الصغير) (بالإنجليزية: 1993 XQ2)‏ هو كويكب ضمن حزام الكويكبات؛ وترتيبه 10564 من حيث الاكتشاف.
اكتُشف هذا الجُرم الفلكي بواسطة Palomar Planet-Crossing Asteroid Survey ‏ في 14 ديسمبر 1993.

## وصلات خارجية
- (10564) 1993 XQ2 في قاعدة بيانات مختبر الدفع النفاث لأجرام النظام الشمسي الصغيرة

- الاكتشاف · مخطط المدار ·  العناصر المدارية · المعلمات المادية

- (10564) 1993 XQ2 على موقع ويكي سكاي: DSS2, SDSS, GALEX, IRAS, Hydrogen α, X-Ray, Astrophoto, Sky Map, Articles and images